# Тучнин, Руслан Александрович
Руслан Александрович Тучни́н (родился 13 марта 1925 года, Москва, СССР — умер 15 февраля 2004 года, Москва, Россия) — советский журналист, путешественник, политический обозреватель, публицист, собственный международный корреспондент газеты «Известия» в 1950-х — 1980-х годах по странам Латинской Америки.

## Биография
Предки Руслана Тучнина до революции происходили из купеческого рода, жившего в Можайском районе, Московской области.
Во время Великой Отечественной войны Тучнин служил в зенитных войсках 3-го Белорусского фронта, участвовал во взятии Кёнигсберга, был награждён «Орденом Отечественной войны II степени», медалью «За взятие Кёнигсберга» и другими медалями за отвагу.
После войны в 1951 году закончил МГИМО.
В 1950—1980 годах много путешествовал по миру, жил с семьёй в корреспондентском пункте «Известий» при посольстве СССР в Мексике, откуда совершал длительные командировки по странам Южной Америки. Несколько раз был на приёме у президента Чили Сальвадора Альенде незадолго до путча.
Во время военного переворота в Чили в 1973 году, Руслан Тучнин участвовал в эвакуации советского посольства в столице Сантьяго. Далее продолжал находиться в стране и передавал оттуда репортажи из центра событий для советских читателей.
В 1980-е годы Тучнин продолжал работу по исследованию и публикациям на тему жизни простого народа в латиноамериканских странах и его борьбы против американского империализма, предводителей революционных движений, таких как Эмилиано Сапата.

## Изданные произведения
Перу Руслана Тучнина принадлежат многочисленные статьи, очерки, было издано несколько его книг, посвящённых странам этого региона:
- «Многоликая Мексика»[9]
- «Мексика без экзотики»[10]
- «Пять тысяч дней: О латиноамериканских странах»[11].

## Семья
Последние годы жизни после выхода на пенсию Руслан Тучнин провёл в Москве с женой Юлией Алексеевной. Есть сын Олег.
После смерти Руслана Тучнина, жизнь его семьи была омрачена атакой квартирных мошенников, завладевших частью недвижимого имущества; также пропали семейные драгоценности, боевые награды, охотничье ружьё.